# Empirische Sozialforschung
Empirische Sozialforschung bezeichnet die systematische Erhebung und Auswertung von Daten der Sozialwissenschaften über soziale Tatsachen durch Beobachtung, Befragung/Interview, Experiment oder durch die Sammlung sogenannter prozessgenerierter Daten. Neben der Allgemeinen Soziologie und den speziellen Soziologien (wie beispielsweise die Familien-, Organisations- oder Berufssoziologie) gilt die empirische Sozialforschung als dritter großer Bereich der Soziologie. Zugleich ist sie eine disziplinübergreifende Erfahrungswissenschaft, da sie anderen Sozialwissenschaften Erhebungsverfahren und Methoden zur Verfügung stellt (z. B. der Politologie in der Wahlforschung; der Volks- und Betriebswirtschaftslehre in der Marktforschung; der Sozialpsychologie mit Experimenten; der Wirtschafts- und Sozialgeschichte mit quantitativen Verfahren), an deren Entwicklung die Soziologie zwar in prominenter, aber nicht ausschließlicher Weise beteiligt war.

## Geschichte
Die empirische Sozialforschung entwickelte sich im 19. und 20. Jahrhundert aus verschiedenen Vorgängerdisziplinen. Zu nennen ist in erster Linie die Kameralistik, die statistische Methoden für die merkantilistische Staatsverwaltung entwickelt hatte. Sodann wurden im 19. Jahrhundert vor allem in Großbritannien Social Surveys zur Untersuchung von Integrationsproblemen und zur Armutsbekämpfung durchgeführt. In Deutschland erhob der Verein für Socialpolitik im letzten Drittel des 19. Jahrhunderts zahlreiche Enqueten, die auf die „soziale Frage“ fokussiert waren und der Vorbereitung zur Sozialgesetzgebung dienen sollten. Starke Impulse gingen seit Beginn des 20. Jahrhunderts vor allem von Untersuchungen in den Vereinigten Staaten aus. Vornehmlich Gemeindestudien (beispielsweise Middletown von Robert S. Lynd und Helen M. Lynd), Betriebsuntersuchungen (wie die in den Hawthornewerken von Elton Mayo und seinen Mitarbeitern) und schließlich die ethnographischen Methoden und differenzierten Erhebungsverfahren der sogenannten Chicagoer Schule bereicherten das Repertoire der empirischen Sozialforschung. Ab den 1930er Jahren gewannen die Meinungs- und Marktforschung eine große Bedeutung. In Europa kam die empirische Sozialforschung, so auch die empirische Wahlforschung, vor allem unter amerikanischem Einfluss, erst nach dem Zweiten Weltkrieg zur vollen Entfaltung. In der Soziologie im Nationalsozialismus spielte sie aber bereits eine größere Rolle.

## Ziele
Mit empirischer Sozialforschung können eine Reihe sehr unterschiedlicher Ziele verfolgt werden:
- es können soziale Sachverhalte (bspw. Arbeitslosenquoten, Suizidraten, Kriminalitätsentwicklung, das Ausmaß der Fremdenfeindlichkeit u. v. a. m.) anhand systematisch gesammelter Daten beschrieben und auf dieser Grundlage Arbeitshypothesen entwickelt werden,
- es können sozialwissenschaftliche Theorien und daraus entwickelte Hypothesen durch empirische Daten überprüft werden (deduktives Vorgehen),
- es können Theorien und Hypothesen auf der Grundlage empirischer Beobachtungen entwickelt oder modifiziert werden (induktives Vorgehen),
- es können (z. B. sozialpolitische) Planungs- und Entscheidungsprozesse durch wissenschaftliche Ergebnisse unterstützt werden und dabei Wege aufgezeigt werden, gesellschaftliche Probleme praktisch und politisch zu bewältigen.

## Qualitative vs. quantitative Verfahren in den Sozialwissenschaften
In den Sozialwissenschaften wird bis heute eine sehr kontroverse Diskussion darüber geführt, ob es besser ist, empirische Forschung mittels qualitativer Methoden oder quantitativer Methoden durchzuführen. In diesem Methodenstreit, der besonders zu Ende der 1960er Jahre sehr heftig ausgetragen wurde, fließen methodologische, soziologisch-theoretische und manchmal auch politisch-weltanschauliche Fragen mit ein.
In der quantitativen Sozialforschung wird vor allem mit standardisierten Daten gearbeitet (etwa mit den Ergebnissen von Umfragen, bei denen die Befragten zwischen festen Antwortalternativen wählen), weil standardisierte Informationen besonders leicht mit statistischen Methoden verarbeitet werden können. Anders als bei der qualitativen Sozialforschung können die Ergebnisse der quantitativen Sozialforschung nummerisch in Diagrammen dargestellt werden und treten durch ihre Übersichtlichkeit häufiger im Alltag (in z. B. Zeitungen und Werbungen) auf. Als methodologische Grundlage der quantitativen empirischen Sozialforschung dienen bestimmte Strömungen der modernen Wissenschaftstheorie, wie die Analytische Philosophie oder der Kritische Rationalismus von Karl Popper und Hans Albert. Ein wichtiger Grundsatz der quantitativen Sozialforschung ist, dass Forschung prinzipiell unabhängig von der Subjektivität der Forscherin/des Forschers ablaufen soll (Prinzip der Intersubjektivität). Das Ziel quantitativer Sozialforschung kann einerseits in der Beschreibung gesellschaftlicher „Makrophänomene“ (etwa Geburtenraten, Arbeitslosenquoten usw.) bestehen oder in der Überprüfung von Hypothesen, die aus sozialwissenschaftlichen Theorien abgeleitet werden.
Parallel zur quantitativen Sozialforschung hat sich seit den 1920er Jahren die qualitative Sozialforschung entwickelt, die mit unstandardisierten Daten arbeitet, wie sie bspw. in offenen Interviews, die eher einem normalen Gespräch als einer standardisierten Befragung ähneln, gesammelt werden. Im Rahmen der historischen Soziologie und der Ideengeschichte der Soziologie gehört auch die Quellenkritik zu den qualitativen Verfahren. Vorteile der in den 1990er Jahren weiterentwickelten Verfahren qualitativer Datenerhebung und kombinierter Techniken (z. B. teilnehmende Beobachtung, qualitatives Interview, Gruppendiskussion) werden von Vertretern der Qualitativen Sozialforschung darin gesehen, dass hiermit die Handlungsorientierungen, Relevanzsetzungen und Deutungsmuster der Akteure im Gegenstandsbereich oft besser erfasst werden könnten als mit standardisierten Methoden. Zu der qualitativen Sozialforschung gehören die Hermeneutischen Methoden, die interpretativen Methoden, sowie die rekonstruktiven Methoden. Häufig werden diese methodenspezifischen Begriffe als Synonym für "qualitative Sozialforschung" verwendet.
In der Regel zielt qualitative Sozialforschung dabei nicht auf die Überprüfung einer vorab (d. h. vor dem Kontakt mit dem empirischen Feld) formulierten wissenschaftlichen Hypothese, sondern das Ziel besteht darin, soziale Strukturen und Prozesse tiefergehend zu erkunden und zu erforschen und soziale Sinnstrukturen sichtbar zu machen. Die unterschiedlichen Formen des qualitativen Forschens beginnen dabei immer mit einem individuellen Feldzugang, der mit Einwilligung (einfacher Zugang) oder auch der das Feld während einer sensitiven Phase politisiert (schwieriger Zugang).

## Kritik
Zum Paradigma unterschiedlicher Auffassungen über das Verhältnis von soziologischer Theorie zur empirischen Sozialforschung wurde die Diskussion dreier Soziologen: Paul Lazarsfeld, der als Begründer des „administrative research“ gilt, Theodor W. Adorno, der zuletzt die empirische Forschung von seiner philosophischen Position zunehmend kritisierte (siehe Zur gegenwärtigen Stellung der empirischen Sozialforschung in Deutschland und Soziologie und empirische Forschung), und Robert K. Merton, der mit dem Konzept der Theorien der mittleren Reichweite eine Vermittlung zwischen großen Theorien und theorieferner Sozialstatistik suchte.
C. Wright Mills hat in seinem einflussreichen Werk The Sociological Imagination einerseits in der Konzentration auf die „administrative research“ (schon aus der Notwendigkeit der Projektfinanzierung heraus) die Gefahr des Bürokratismus und technokratischer Unterordnung der Sozialwissenschaften gesehen, andererseits in der von wirklichen gesellschaftlichen Problemen abgewandten „großen Theorie“ den ausschließlich ideologischen Nutzwert derselben.

### Allgemein
- Gerhard Stapelfeldt: Theorie der Gesellschaft und empirische Sozialforschung. Zur Logik der Aufklärung des Unbewußten. Ca Ira, Freiburg 2004, ISBN 3-924627-13-4.
- Peter Atteslander: Methoden der empirischen Sozialforschung. 12. Auflage. Erich Schmidt, Berlin 2008, ISBN 978-3-503-10690-5.
- H. Berger, H. F. Wolf, A. Ullmann (Hrsg.): Handbuch der soziologischen Forschung – Methodologie, Methoden, Techniken. Akademie-Verlag, Berlin 1989.
- S. Albers, D. Klapper, U. Konradt, A. Walter, J. Wolf (Hrsg.): Methodik der empirischen Sozialforschung. 2. Auflage. Gabler, Wiesbaden 2007.

### Geschichte
- Christian Fleck: Transatlantische Bereicherungen. Zur Erfindung der empirischen Sozialforschung. Suhrkamp, Frankfurt am Main 2007, ISBN 978-3-518-29423-9.
- Horst Kern: Empirische Sozialforschung. Ursprünge, Ansätze, Entwicklungslinien. C.H. Beck, München 1982, ISBN 3-406-08704-3.
- Wolfgang Bonß: Die Einübung des Tatsachenblicks. Zur Struktur und Veränderung empirischer Sozialforschung. Suhrkamp, Frankfurt am Main 1982, ISBN 3-518-57620-8 (zugleich Dissertationsschrift, Universität Bielefeld, 1981).
- Christoph Weischer: Das Unternehmen „Empirische Sozialforschung“. Strukturen, Praktiken und Leitbilder der Sozialforschung in der Bundesrepublik Deutschland. Oldenbourg, München 2004, ISBN 3-486-56814-0. (Rezension)

### Zur quantitativen Sozialforschung
- Hans Benninghaus: Deskriptive Statistik. 10. Auflage. VS, Wiesbaden 2005, ISBN 3-531-14607-6.
- Andreas Diekmann: Empirische Sozialforschung. 17. Auflage. Rowohlt, Reinbek 2007, ISBN 978-3-499-55551-0.
- Jürgen Friedrichs: Methoden empirischer Sozialforschung. 14. Auflage. Westdeutscher Verlag, Opladen 1990, ISBN 3-531-22028-4.
- Gabriele Rosenthal: Interpretative Sozialforschung. 5. Auflage. BELTZ JUVENTA, 2015, ISBN 978-3-7799-2614-6
- Michael Häder: Empirische Sozialforschung. Eine Einführung. VS, Wiesbaden 2006, ISBN 3-531-14010-8.
- Helmut Kromrey, Jochen Roose, Jörg Strübing: Empirische Sozialforschung. Modelle und Methoden der standardisierten Datenerhebung und Datenauswertung mit Annotationen aus qualitativ-interpretativer Perspektive (= UTB 8681). 13. Auflage. UVK, Konstanz 2016, ISBN 978-3-8252-8681-1. (mit Querverweisen zur qualitativen Sozialforschung)
- Elisabeth Noelle-Neumann, Thomas Petersen: Alle, nicht jeder – Einführung in die Methoden der Demoskopie. Springer, Berlin 2004, ISBN 3-540-67498-5.
- Rainer Schnell, Paul B. Hill, Elke Esser: Methoden der Empirischen Sozialforschung. 11. Auflage. Oldenbourg, München 2018, ISBN 978-3-11-057732-7.
- Nadine Schöneck, Werner Voß: Das Forschungsprojekt. VS, Wiesbaden 2005, ISBN 3-531-14553-3.
- Eckart Struck, Helmut Kromrey: PC-Tutor Empirische Sozialforschung. VS, Wiesbaden 2005, ISBN 3-8100-3587-4. (Selbstlern-CD zu H. Kromrey: Empirische Sozialforschung)
- Christof Wolf, Henning Best (Hrsg.): Handbuch der sozialwissenschaftlichen Datenanalyse. VS-Verlag für Sozialwissenschaften, Wiesbaden 2010, ISBN 978-3-531-16339-0.

### Zur qualitativen Sozialforschung
- Qualitative Sozialforschung. VS Verlag, Wiesbaden 1999–2006 (über 15 Bände)
- Uwe Flick, Ernst von Kardorff, Ines Steinke (Hrsg.): Qualitative Forschung. Ein Handbuch. Rowohlt, Reinbek 2000, ISBN 3-499-55628-6.
- Barbara Friebertshäuser, Antje Langer, Annedore Prengel (Hrsg.): Handbuch Qualitative Forschungsmethoden in der Erziehungswissenschaft. Beltz Juventa, Weinheim / Basel 2013, ISBN 978-3-7799-0799-2.
- Udo Kuckartz: Einführung in die computergestützte Analyse qualitativer Daten. VS, Wiesbaden 2005, ISBN 3-531-14247-X.
- Siegfried Lamnek: Qualitative Sozialforschung. Lehrbuch. 4. Auflage. Beltz; PVU, Weinheim; Basel 2005, ISBN 3-621-27544-4.
- Günther Mey, Katja Mruck (Hrsg.): Handbuch Qualitative Forschung in der Psychologie. VS, Wiesbaden 2010, ISBN 978-3-531-16726-8.
- Aglaja Przyborski, Monika Wohlrab-Sahr: Qualitative Sozialforschung. Ein Arbeitsbuch. Oldenbourg, München 2008, ISBN 978-3-486-58509-4.
- Jörg Strübing: Qualitative Sozialforschung. Eine Einführung. Oldenbourg, München 2013, ISBN 978-3-486-58823-1.
- Gabriele Rosenthal: Interpretative Sozialforschung. 5. Auflage. BELTZ JUVENTA, 2015, ISBN 978-3-7799-2614-6.